# Уолт Дисни Студиос
Уолт Дисни Студиос (на английски: Walt Disney Studios) е американско филмово и развлекателно студио, един от четирите бизнес сегмента на Уолт Дисни Къмпани. Със седалище в Бърбанк, Калифорния, студиото е известно със своите многостранни филмови подразделения. Основано през 1923 г., то е четвъртото по възраст, работещо холивудско студио, влизащо в т.нар. „Големите пет“ заедно с Юнивърсъл Студиос, Парамаунт Пикчърс, Уорнър Брос Пикчърс и Кълъмбия Пикчърс.
Уолт Дисни Студиос притежава известните филмови компании: Уолт Дисни Пикчърс, Уолт Дисни Анимейшън Студиос, Пиксар Анимейшън Студиос, Марвел Студиос, Лукасфилм, Туентиът Сенчъри Студиос, Сърчлайт Пикчърс, Диснинейчър и Блу Скай Студиос. Уолт Дисни Студиос Моушън Пикчърс разпространява и предлага на пазара филмите, произведени от тези студиа, включително и за стрийминг услугата на компанията. През 2019 г. Дисни постави рекорд в индустрията от 13,2 милиарда долара в световния боксофис. Студиото издава шест от десетте най-печелвши филма за всички времена и двата най-печеливши франчайза за всички времена.
Уолт Дисни Студиос е член на Motion Picture Association.

## Начало
Уолт Дисин Прадакшънс започва производството на първия си пълнометражен анимационен филм през 1934 г. Работата по филма е в продължение на три години и през декември 1937 г. се състои премиерата на Снежанка и седемте джуджета, като се превръща в най-касовия филм до 1939 г. През 40-те години Дисни започва да експериментира с пълнометражните игрални филми, като въвежда хибридни филми, съчетаващи анимационен и игрален филм, като The Reluctant Dragon (1941) и Song of the South (1946). През същото десетилетие студиото започва да продуцира документални филми за природата, като първият е Seal Island (1948), част от поредицата True-Life Adventures.
Уолт Дисни Прадакшънс създава Островът на съкровищата от 1950 г., който е първият изцяло игрален филм на компанията, считан от Дисни за официална концепция в развитието на съвременната компания Уолт Дисни Пикчърс. През 1953 г. Дисни прекратява договора си за разпространение с RKO Radio Pictures и Юнайтед Артистс и създава собствената дистрибуторска фирма Буена Виста Дистрибушън.

## Структура
| Уолт Дисни Студиос | Уолт Дисни Студиос                                                                           | Уолт Дисни Студиос | Уолт Дисни Студиос | Уолт Дисни Студиос |
| Продуцентски студиа | Дисни Мюзик Груп                                                                             | Дисни Театрикъл Груп | Уолт Дисни Студиос Оперейшънс (Услуги) |                    |
| --- | -------------------------------------------------------------------------------------------- | --- | --- | ------------------ |
| Игрални филми - Уолт Дисни Пикчърс - Диснинейчър - Марвел Студиос - Лукасфилм - Индъстриъл Лайт Енд Меджик - Скайуолкър Саунд - Туентиът Сенчъри Студиос - Туентиът Диджитал Студио - Фокс Фемили - Сърчлайт Пикчърс Анимации - Уолт Дисни Анимейшън Студиос - Пиксар - Туентиът Сенчъри Анимейшън - Блу Скай Студиос | - Уолт Дисни Рекърдс - Холивуд Рекърдс - Фокс Мюзик - Дисни Мюзик Пъблишинг - Дисни Консъртс | - Дисни Театрикъл Груп - (известен още като Дисни на Бродуей) - Буена Виста Театрикъл - Дисни Театрикъл Лисенсинг - Дисни Лайв Фемили Ентъртейнмънт - Дисни он Айс - Дисни Лайв - Уолт Дисни Спешъл Ивънтс Груп | - Производствени услуги на Дисни Студио - Уолт Дисни Студиос (Бърбанк) - Голдън Оук Рънч - Проспект Студиос - KABC-TV - Дисни Диджитал Студио услуги - Fox VFX Lab |                    |